# Gerd-Rüdiger Kück
Gerd-Rüdiger Kück (* 10. April 1953 in Bremen) ist ein deutscher Verwaltungsbeamter und war Staatsrat (SPD)  der Freien Hansestadt  Bremen.

## Biografie

### Ausbildung und Beruf
Kück absolvierte eine Ausbildung für den mittleren und gehobenen Verwaltungsdienst der Stadt Bremen. Danach folgten Tätigkeiten in der Verwaltung des Senators für Finanzen des Landes Bremen. 1980 wechselte Kück in die Verwaltung der Universität Bremen. 1991 wurde er Kanzler der Universität Bremen. Vom 13. Dezember 2012 bis zum 14. Juli 2015 war Kück Staatsrat bei der Senatorin für Bildung und Wissenschaft Eva Quante-Brandt (SPD). Nach einer Neugestaltung der Ressort-Zuschnitte infolge der Bürgerschaftswahl 2015 war er von 2015 bis 2019 Staatsrat bei der Senatorin für Wissenschaft, Gesundheit und Verbraucherschutz Quante-Brandt.

### Politik
Kück ist Mitglied der SPD. Seit 1975 ist er Mitglied im Beirat Walle. Kück war von 1983 bis Dezember 2012 Sprecher des Beirats Walle. Im Dezember 2012 wechselte er als Staatsrat zur Senatorin für Bildung und Wissenschaft. Ab 2015 war er Staatsrat bei der Senatorin für Wissenschaften, Gesundheit und Verbraucherschutz. Er amtierte bis 2019.

### Weitere Mitgliedschaften
Er ist als Staatsrat Mitglied in den Aufsichtsgremien der Grundstücksgesellschaft Klinikum Bremen-Mitte und der Hanse Vermögensverwaltungsgesellschaft.